# Magelona filiformis
Magelona filiformis é uma espécie de anelídeo pertencente à família Magelonidae.
A autoridade científica da espécie é Wilson, tendo sido descrita no ano de 1959.
Trata-se de uma espécie presente no território português, incluindo a sua zona económica exclusiva.